# Nationalhymne Dschibutis
Die Nationalhymne von Dschibuti wurde nach der Unabhängigkeit des Landes von Frankreich im Jahre 1977 eingeführt. Der Text – in der Sprache Somali – stammt von Aden Elmi und die Melodie von Abdi Robleh, welche im {\displaystyle 4/4}Takt geschrieben wurde und aus 20 Takten besteht.

## Originaler Text (Somali)
Hinjinne u sara kaca

Calankaan harraad iyo

Haydaar u mudateen.

Hir cagaarku qariyayiyo

Habkay samadu tahayoo

Xiddig dhi igleh hoorshoo

Caddaan lagu hadheeyaay.

Maxaa haybad kugu yaal!

## Übersetzung
Stehet auf mit Macht, denn wir haben unsere Flagge gehisst

die Flagge, die uns vieles

an Durst und Schmerz gekostet hat.

Unsere Flagge, deren Fahnen das ewige Grün der Erde ist,

das Blau des Himmels, das Weiß, die Farbe des Friedens

und in der Mitte der rote Stern des Blutes.

Oh unsere Flagge, was für ein glorreicher Anblick!